# Distretto di Kasaragod
Il distretto di Kasaragod è il più settentrionale dello stato federale indiano del Kerala; la città capoluogo è Kasaragod.

## Geografia e popolazione
Confina a sud col distretto di Kannur, mentre al nord e ad est si estende lo stato del Karnataka, in particolare il distretto del Kannada Meridionale; ad ovest, si affaccia invece sul mar Arabico, mentre ad est, la catena montuosa dei Ghati Occidentali gli fa da confine naturale. La popolazione del distretto, nell'anno 2001 era di 1 203 342 abitanti, distribuiti far i due talukas (unità amministrativa secondaria) di Kasaragod e Hosdurg. I villaggi nel distretto sono 75. Ulteriori sotto-divisioni sono Manjeshwar, Kasargod, Kanhangad e Nileshwar.

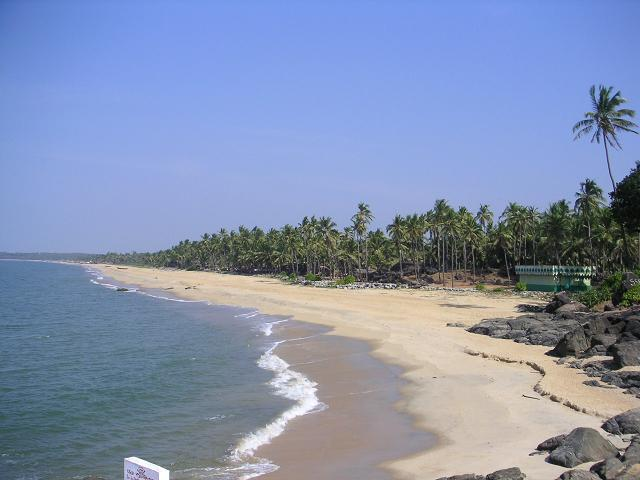
Spiaggia di Bekal Fort

Il distretto occupa una sottile fascia pianeggiante, che dal Mare arabico si estende nell'entroterra per pochi Km, dove incontra subito le prime colline dei Ghati Occidentali; tuttavia, i tratti veramente considerati montani non appartengono allo stato del Kerala, ma a quello adiacente del Karnataka. Il fiume principale è il Chandragiri, le cui sorgenti si trovano all'esterno dello stato, che sfocia nelle immediate vicinanze del capoluogo. Un'importante arteria stradale (la NH-17) attraversa il distretto, proveniente da Mumbai e diretta al distretto di Ernakulam; parallela, si trova un'importante ferrovia, che segue lo stesso percorso. Il clima è tropicale monsonico: il monsone di sud-ovest, che spira da giugno a settembre, apporta in questa zona abbondanti precipitazioni, così come pure quello cosiddetto di ritorno, proveniente da nord-est e attivo nei mesi di settembre-ottobre. La vegetazione è fitta, costituita in prevalenza da palme da cocco.

La lingua più diffusa è il Malayalam, parlato da quasi il 100% della popolazione, in una sua variante difficilmente capita dai Keralesi (o Malayali) del sud; sono presenti anche minoranze di kannada e tulu, mentre l'inglese è compreso e parlato a livello medio da tutti. Il tasso di alfabetizzazione è molto alto, aggirandosi sull'85,17%.

## Storia
Nell'epoca passata, Kasaragod era conosciuta dagli Arabi con il nome Harkwillia: molti viaggiatori arabi raggiunsero infatti il Kerala tra il Nono ed il Quattordicesimo secolo, nel periodo in cui il capoluogo era un importante centro commerciale. Nel 1514, il portoghese Duarte Borbosa, segnalò che da questo centro venivano regolarmente spedite delle forniture di riso per le isole Maldive.

Kasaragod faceva parte del regno di Tuluva; all'epoca, vi erano 64 villaggi di madrelingua malayalam e altrettanti di madrelingua tulu. Quando l'impero di Vijayanagara, nel Sedicesimo secolo, attaccò Kasaragod, era governato dal re Kolathiri, il quale regno aveva come capitale la città di Nileshwaram. A seguito del crollo dell'impero, Vengappa Nair dichiarò l'indipendenza, assieme alle città di Kumbla, Chandragiri e Bekal. Nel 1763, il sultano Hyder Ali conquistò l'intera area, la quale passò in seguito a suo figlio, il sultano Tippu Ali; con il Trattato di Sreerangapattanam del 1792, Tippu cedette l'intero Malabar, con l'eccezione del Tulu Nadu (area corrispondente alla fascia costiera meridionale del Karnataka), agli inglesi, che la controllarono sino all'indipendenza dell'India, avvenuta nel 1947.